# Fàtima Bosch i Tubert
Fàtima Bosch i Tubert (Figueras, Gerona, 1957) es una doctora en farmacia española.
Desde el año 1998 es catedrática de Bioquímica y Biología Molecular en la Universidad Autónoma de Barcelona, donde dirige el Centro de Biotecnología Animal y Terapia Génica (CBATEG). Ha publicado más de 100 trabajos de investigación, es investigadora principal en numerosos proyectos de investigación científica y en el año 1992 cofundó el European Society of Gene Therapy.
Además, es vicepresidente de la EASD (European Association for the Study of Diabetes) y editora asociada de la revista Human Gene Therapy, especializada en el campo de la terapia génica. También es miembro de la American Diabetes Association, de la American Gene Therapy Society, de la Sociedad Española de Bioquímica y Biología Molecular y de la Sociedad Española de Terapia Génica, entre otras.
Cabe destacar su contribución a la investigación en el campo de la transferencia génica, en el estudio de la fisiopatología de la diabetes mellitus en modelos de animales transgénicos y a la terapia génica para esta enfermedad.

## Distinciones y premios
- 1995: Premio Rey D. Juan Carlos I Científico-Tècnico[2]
- 1998: Premio Francisco Grande Covián a la trayectoria científica en investigación en Nutrición, de la Sociedad Española de Nutrición Básica Aplicada
- 2002: Medalla Narciso Monturiol de la Generalidad de Cataluña al mérito científico y tecnológico.
- 2005: Recibe la Cruz de San Jorge[3]
- 2006: Premio Alberto Sols de 'Investigación Básica Senior de la Sociedad Española de Diabetes.
- 2012: ICREA Academia[4]